# Broadbeach
Broadbeach ist ein Vorort der Gold Coast in Queensland, Australien. Während der Volkszählung 2021 hatte Broadbeach 6.786 Einwohner. Er liegt an der Straße zwischen Nerang und der Broadbeach Road. Im Süden grenzt der Vorort an Mermaid Beach.

## Gebäude

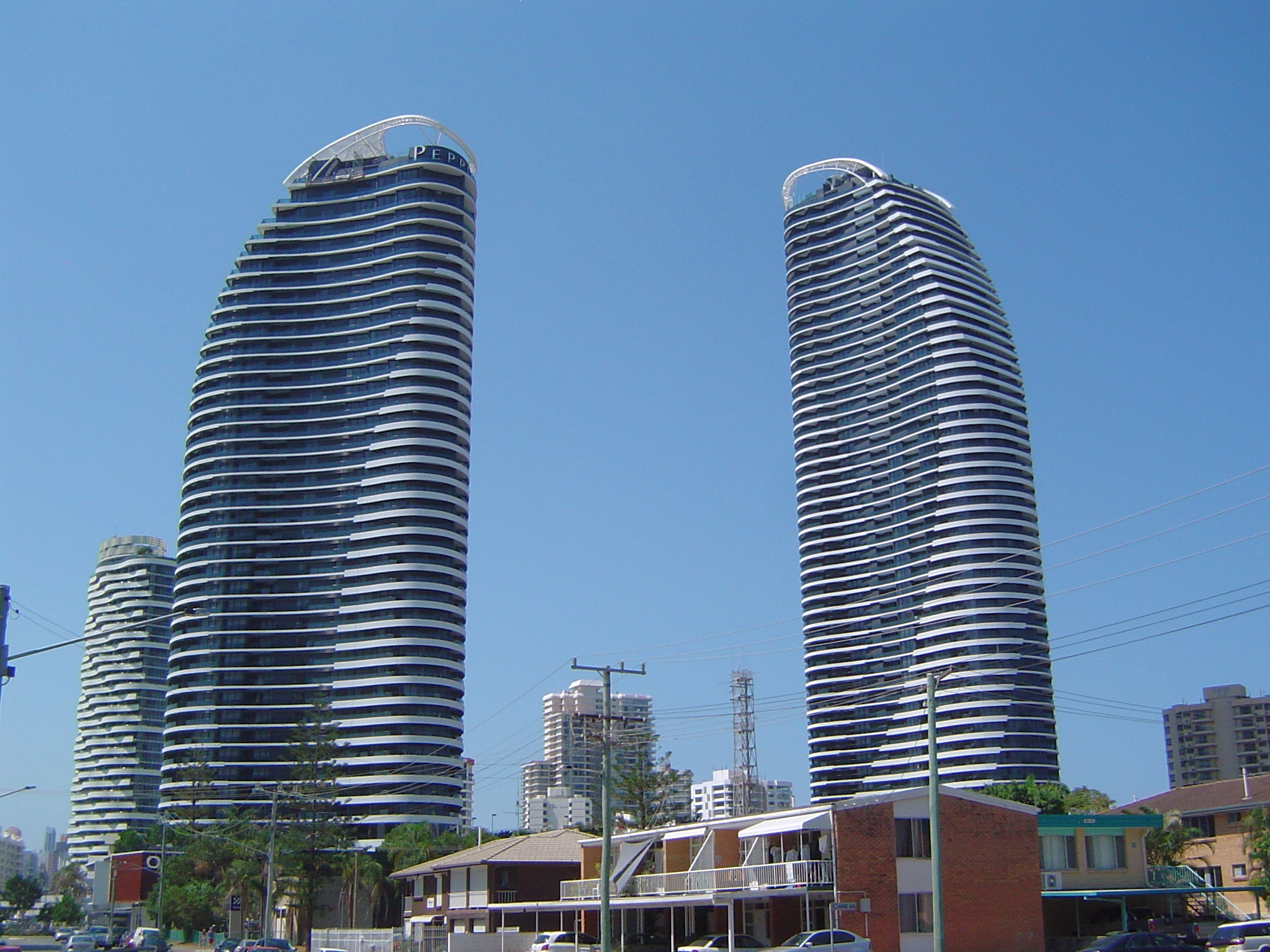
The Oracle

Broadbeach beherbergt das Jupiters Hotel und Kasino, Gold Coast Convention and Exhibition Centre und Oasis Shopping Centre. Im angrenzenden Viertel des Vororts befindet sich Broadbeach Waters und das Pacific Fair Shopping Centre.
Den Vorort prägende Wohnungsbauten sind Sofitel Gold Coast, The Wave, The Oracle, Beach Haven, Niecon Plaza, das Hi-Ho Motel, Belle Maison und Bel Air und Air on Broadbeach.

## Handel
Broadbeach hat zwei große Einkaufszentren, die eine große Anzahl von Geschäften und Restaurants beherbergen.
Pacific Fair, das zweitgrößte Einkaufszentrum der Goldcoast, steht auf dem Hooker Boulevard in Broadbeach Waters, nicht weit von der Ausfahrt des Gold Coast Highway.
Pacific Fair hat mehr als 300 Geschäfte. Im Januar 2014 begann seine Renovierung für geplante 670 Millionen AUD, die zum Ziel hat 120 zusätzliche Landgeschäfte zu errichten. Es ist das größte Einkaufszentrum in Queensland und das viertgrößte Australiens (2016).
Das Oasis shopping centre ist ein weiteres großes Einkaufszentrum. Es beherbergt etwa 100 Geschäfte und einen Woolworths. Im Oasis shopping centre, das in der Fußgängerzone der Victoria Avenue liegt, befinden sich vor allem Restaurants.

## Freizeit- und Tourismusaktivitäten
Das jährlich stattfindende Blues on Broadbeach Music Festival wurde erstmals 2002 abgehalten. Es zieht jedes Jahr zahlreiche Menschen an.
Der Broadbeach Surf Life Saving Club überwacht den Strand im Zentrum des Vorortes. Der Australian-Football-Club des Vororts spielt in der AFL Queensland State League. Weiter Sportvereine sind der Broadbeach Lawn Bowls Club, die Broadbeach Surfschool, die Surfstunden anbietet. Ferner gibt es den Gold Coast City Council Library Service in Broadbeach.

## Verkehr

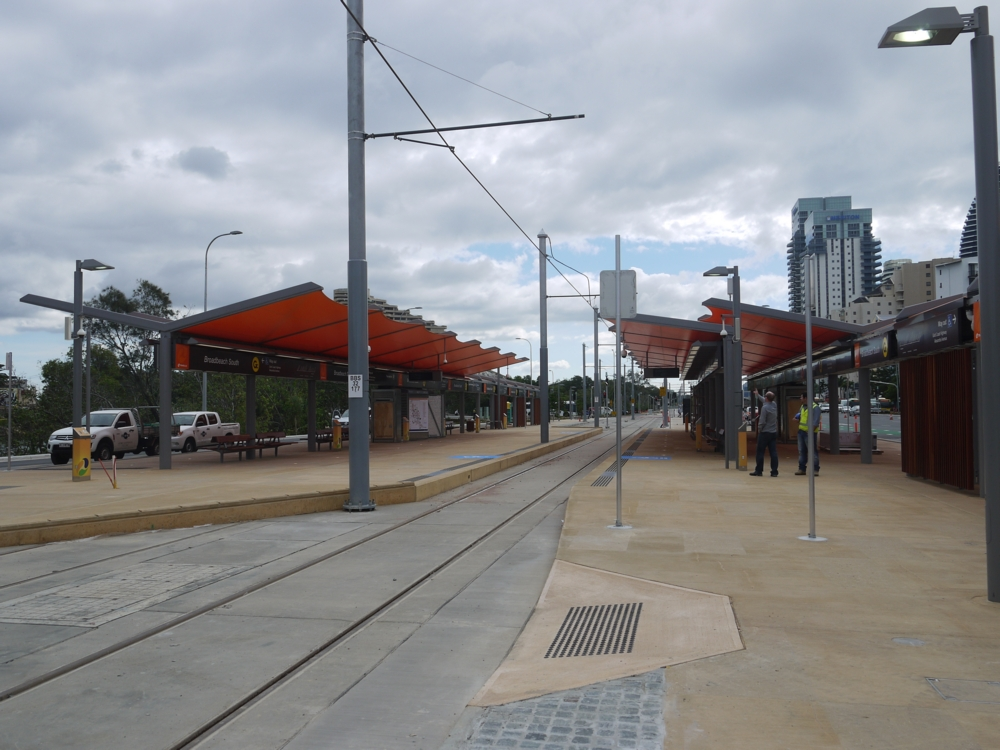
Bahnhof am Broadbeach

Broadbeach hat Straßen, mit denen die anderen Teilen der Stadt erreichbar sind. Das sind der Gold Coast Highway, welcher die ganze Stadt an der Küste entlangführt, und der Hooker Boulevard.
Ab 1989 verband eine 1300 Meter lange Monorail-Strecke das Oasis Shopping Centre mit dem Jupiter’s Hotel & Casino (Modell Mk-3 des Schweizer Herstellers Von Roll). Sie wurde 2017 aus Kostengründen eingestellt.
Der Gold Coast Oceanway bietet Fahrrad- und Fußgängerwege entlang des Strandes an.

## Bevölkerung
Während der Volkszählung 2021 lebten 6.786 Leute im Ort. Davon sind 48,1 % weiblich und 51,9 % männlich. Das durchschnittliche Alter der Einwohner von Broadbeach war 46 Jahre. Damit liegt ihr Alter über dem australischen Durchschnitt von 38 Jahren. Nur 54,1 % der Bewohner sind Australier. Größere Minderheiten sind Neuseeländer mit 5,7 %, Engländer mit 4,6 %, Brasilianer mit 2,9 %, Chinesen 1,3 % und Südafrikaner 1,1 % Bevölkerungsanteil.